# Simbolurile și protoscrierea Culturii Cucuteni
Multe simboluri diferite au fost înfățișate pe artefacte de argilă asociate cu cultura vinča, care a prosperat de-a lungul Dunării din Bazinul Panonic, între 6000 și 4000 î. e. n.. Cultura asta a fost notată prima dată la satul Turdaș de către arheologul maghiar Zsófia Torma (născut în 1832 & mort în 1899), care a constatat faptul că au fost găsite niște artefacte care conțineau o scriere complet necunoscută. În 1908 au fost găsite mai multe artefate din aceeași categorie într-un sit aproape de satul Vinča, din Serbia. Cercetătorii au denumit ulterior textele ca „scrierea vinča” sau „scrierea vinča-turdaș”.
Despre simbolurile vinča a discutat de asemenea Marija Gimbutas, care în anii’50 și-a dezvoltat teoriile care au devenit cunoscute în comun ca Vechea Cultură Europeană